# Othon de Champvent
Othon de Champvent (* im 13. Jahrhundert; † 19. April 1312) war von 1309 bis zu seinem Tode Bischof von Lausanne. 

## Leben
Othon entstammte den Herren von Champvent, einem südwestlich des Neuenburgersees ansässigen Seitenzweig der Freiherren von Grandson. Er war der Sohn von Henri, Herr von Champvent, sein Bruder Guillaume de Champvent wurde 1273 Bischof von Lausanne. Sein älterer Bruder Pierre machte wie ihr Cousin Otton de Grandson eine Karriere am englischen Hof. Othon folgte wie seine Brüder Peter von Savoyen nach England und stand im Dienste König Heinrichs III. Er war Inhaber von Pfründen in England und Frankreich. Clemens V. weihte ihn 1309 zum Bischof von Lausanne. Er erneuerte 1311 den Frieden mit Ludwig II. von Savoyen.